# Kishuta
Kishuta (slowakisch Malá Huta) ist eine ungarische Gemeinde im Kreis Sátoraljaújhely im Komitat Borsod-Abaúj-Zemplén. Zur Gemeinde gehört der westlich gelegene Ortsteil Kemencepatak. Mehr als ein Drittel der Bewohner gehört der slowakischen Volksgruppe an.

## Geografische Lage
Kishuta liegt in Nordungarn, 64 Kilometer nordöstlich des Komitatssitzes Miskolc, 14 Kilometer nordwestlich der Kreisstadt Sátoraljaújhely an dem Fluss Kemence-patak. Nachbargemeinden sind Bózsva, Pálháza, Kovácsvágás und Nagyhuta. Die höchste Erhebung ist der östlich gelegene 487 Meter hohe Som-hegy.

## Sehenswürdigkeiten
- Glockenturm (Harangtorony)

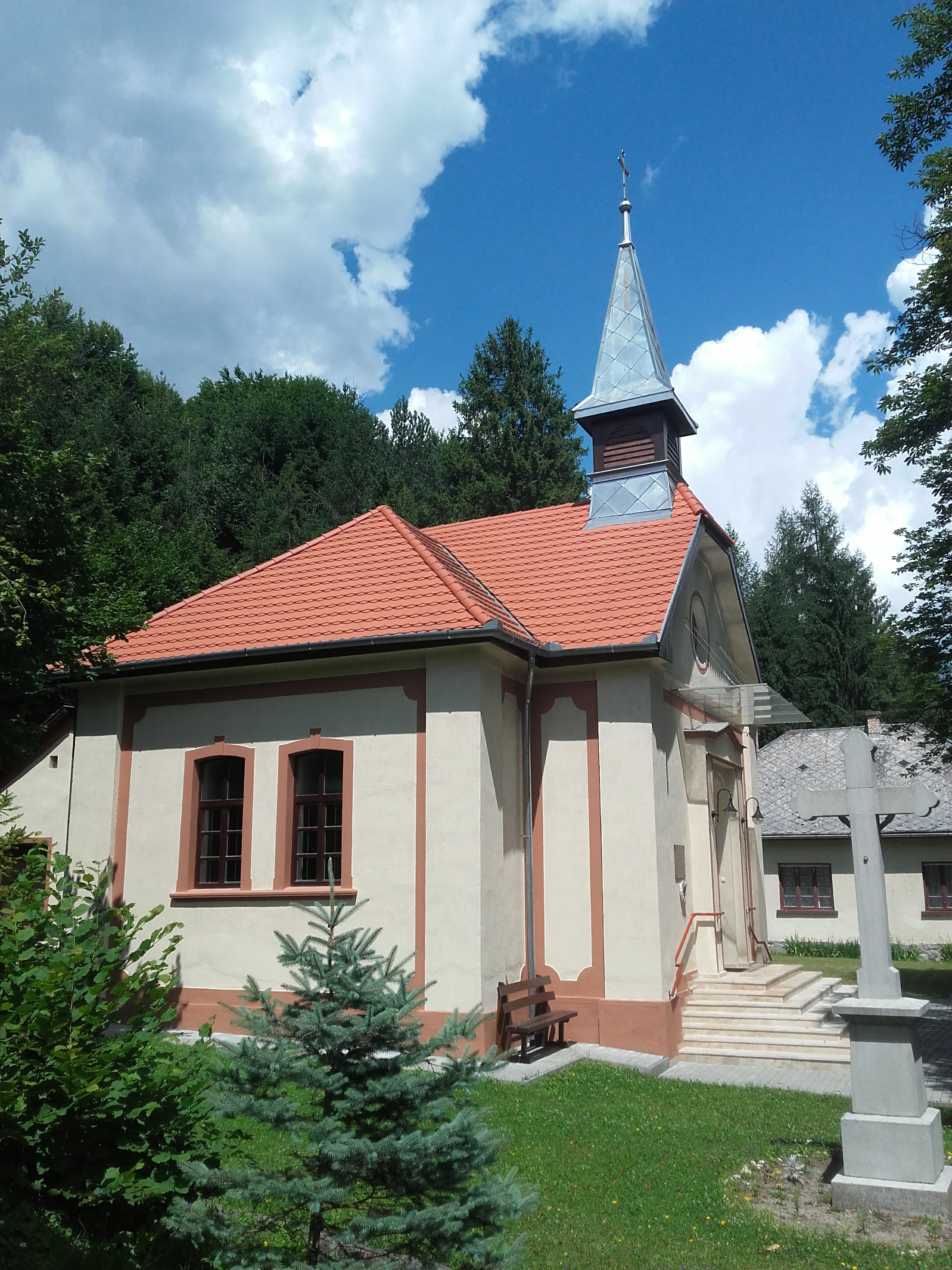
Römisch-katholische Kirche Szűz Mária Neve
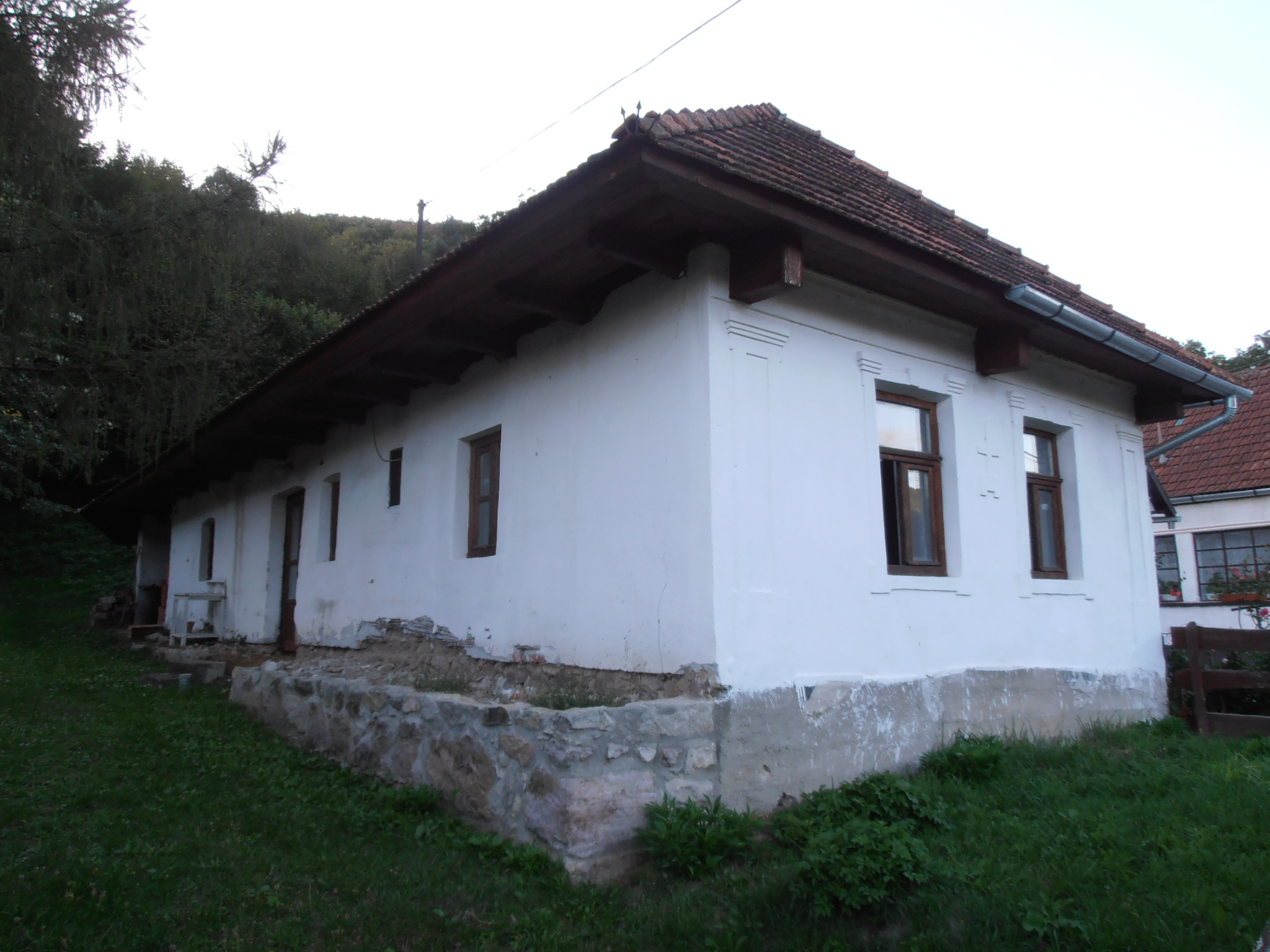
Traditionelles Bauernhaus
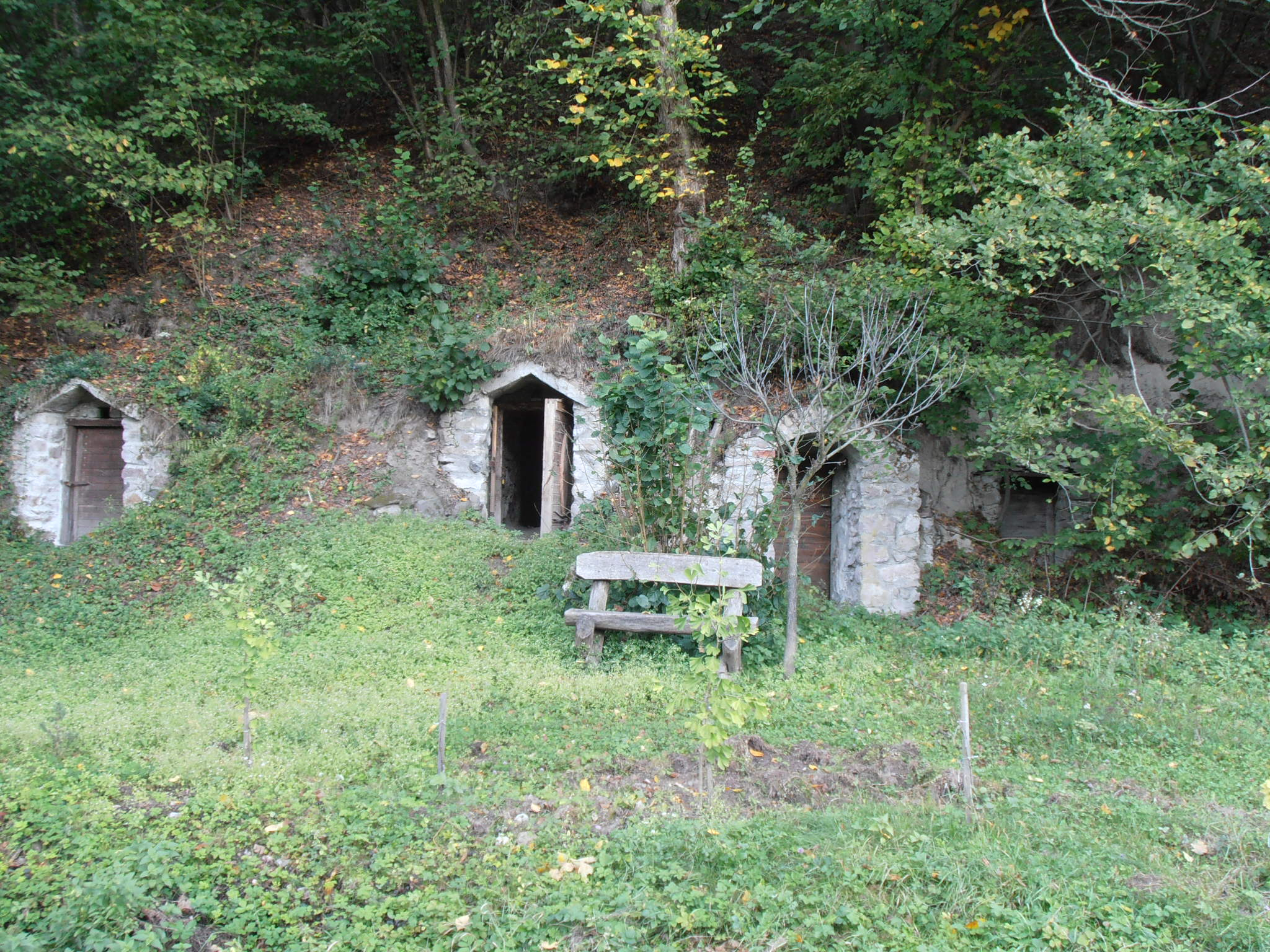
Weinkeller

- Römisch-katholische Kirche Szűz Mária Neve
- Traditionelles Bauernhaus
- Weinkeller

## Verkehr
Kishuta ist nur über die Nebenstraße Nr. 37125 zu erreichen.  Es bestehen Busverbindungen nach Nagyhuta und Pálháza.
Der nächstgelegene Bahnhof befindet sich in Sátoraljaújhely. Zudem liegt Kishuta an der Strecke einer Waldbahn von Pálháza nach Rostalló.